# Opus Dei (musikalbum)
Opus Dei är det fjärde albumet av Laibach. Det släpptes 1987. På albumet finns två coverversioner - "Geburt einer Nation", en tysk cover på Queen's "One Vision" och två omarbetningar av det österrikiska bandet Opus enda hitsingel "Live Is Life". Opus låt blev på tyska "Leben heißt Leben" och på engelska "Opus Dei".
Uppmärksamheten som det här albumet fick på MTV och på andra håll ledde till Laibachs första världsturné. 

## Låtlista
1. "Leben heißt Leben" (Opus) – 5:28
2. "Geburt einer Nation" (Queen) – 4:22
3. "Leben - Tod" (Laibach) – 3:58
4. "F.I.A.T." (Laibach) – 5:13
5. "Opus Dei" (Opus) – 5:04
6. "Trans-National" (Laibach) – 4:28
7. "How the West Was Won" (Laibach) – 4:26
8. "The Great Seal" (Laibach) – 4:16
9. "Herz-Felde" (Laibach) – 4:46 [bonusspår på CD]
10. "Jägerspiel" (Laibach) – 7:23 [bonusspår på CD]
11. "Koža (Skin)" (Laibach) – 3:51 [bonusspår på CD]
12. "Krst (Baptism)" (Laibach) – 5:39 [bonusspår på CD]